# O.K. Range
O.K. Range är ett berg i Kanada.   Det ligger i provinsen British Columbia, i den sydvästra delen av landet, 3 800 km väster om huvudstaden Ottawa. Toppen på O.K. Range är 1 348 meter över havet, eller 11 meter över den omgivande terrängen. Bredden vid basen är 0,28 km.
Terrängen runt O.K. Range är bergig västerut, men österut är den kuperad. Trakten runt O.K. Range är nära nog obefolkad, med mindre än två invånare per kvadratkilometer.. Det finns inga samhällen i närheten.
I omgivningarna runt O.K. Range växer i huvudsak barrskog.